# Дороховая (Калужская область)
Дороховая— деревня в Износковском районе Калужской области Российской Федерации. Входит в состав сельского поселения «Село Износки».
Дороха — просторечная форма греческого имени Дорофей.

## Физико-географическое положение
Стоит у автодороги 29К-013, соединяющей Курганы (трасса А 130) и Износки. От деревни идет дорога, к станциям Московской железной дороги — Кошняки и 84 км (посёлок Льнозавода).
Ближайшие населенные пункты — деревня Уколово и Сигово.

## История
Относилось к исторической Морозовской волости Медынского уезда, в XIX-ом веке — административный центр бывшей Морозовской (Дороховской) волости.
В 1782 году Дороховая — дворцовая деревня Морозовской волости Медынского уезда, на речке Крапивка.
По спискам населенных мест Калужской губернии от 1863 года Дороховая — казенная деревня 2 стана Медынского уезда.
В конце XIX века значится как деревня Дороховая, Дороховской волости 2-го стана Медынского уезда.